# Монтедоро
Монтедоро (итал. Montedoro) — коммуна в Италии, располагается в регионе Сицилия, подчиняется административному центру Кальтаниссетта.
Население составляет 1781 человек, плотность населения составляет 127 чел./км². Занимает площадь 14 км². Почтовый индекс — 93010. Телефонный код — 0934.
Покровительницей коммуны почитается Пресвятая Богородица (Maria SS. del Rosario), празднование 7 октября.